# Dilatometer

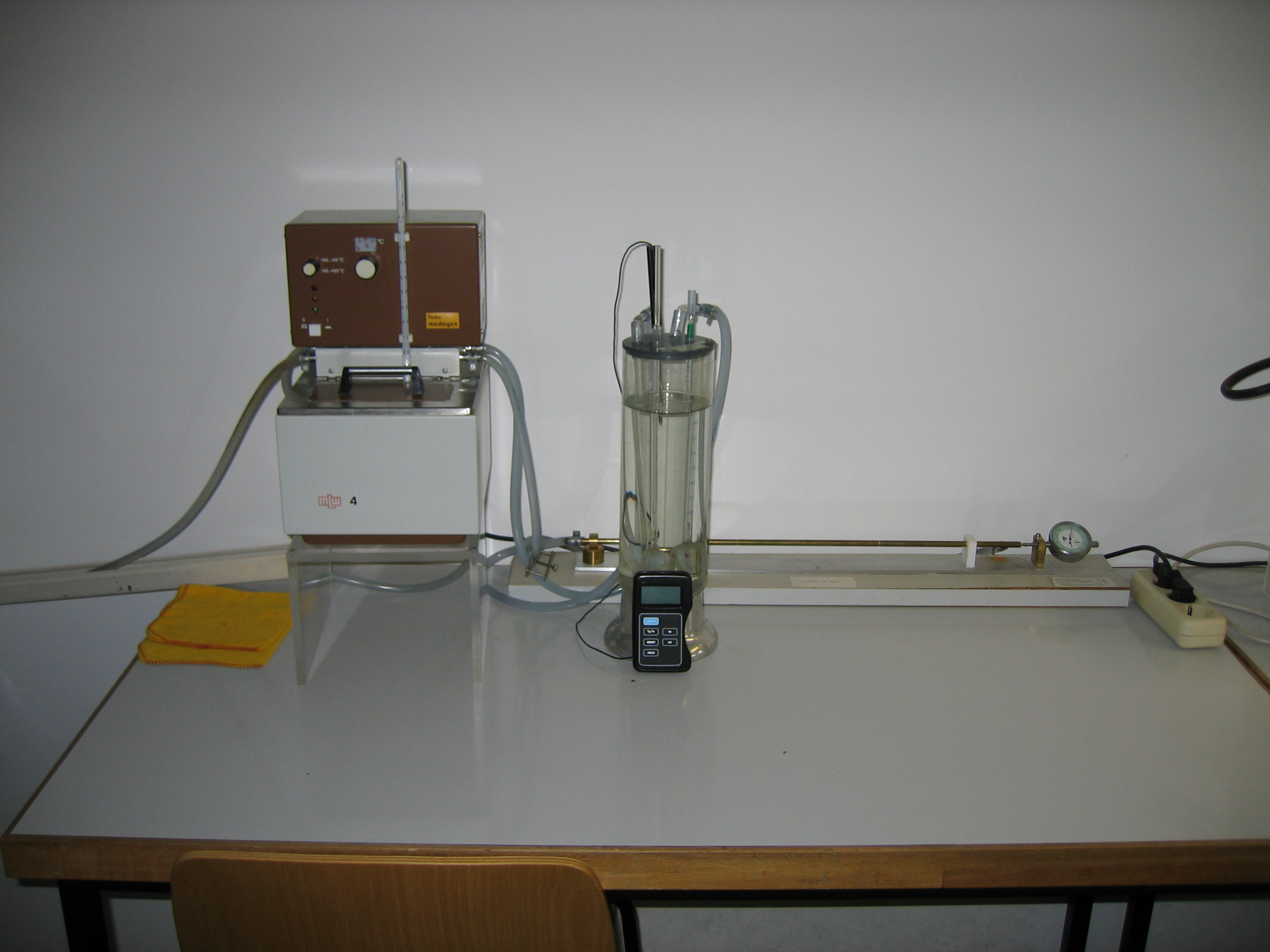
Ein einfacher Aufbau eines Dilatometers für die Messung der thermischen Ausdehnung von Flüssigkeiten und Festkörpern

Dilatometer (lateinisch dilatatio = Erweiterung) sind Messgeräte zur Messung der Ausdehnung einer Probe. 
Der gebräuchlichste Typ ist das thermische Dilatometer, das sind Messgeräte zur Messung der linearen thermischen Ausdehnung einer Probe als Funktion der Temperatur. Die thermische Ausdehnung ist ein Maß dafür, wie das Volumen eines Körpers auf Änderungen der Temperatur reagiert. Verwendet werden thermische Dilatometer zum Beispiel bei Qualitätssicherung und Entwicklung von Sinterprodukten und in der Grundlagenforschung. Auch werden Dilatometer zur Aufstellung von Zeit-Temperatur-Umwandlungsschaubildern eingesetzt, da Umwandlungen oft mit einer Volumenänderung einhergehen.

## Aufbau und Typen

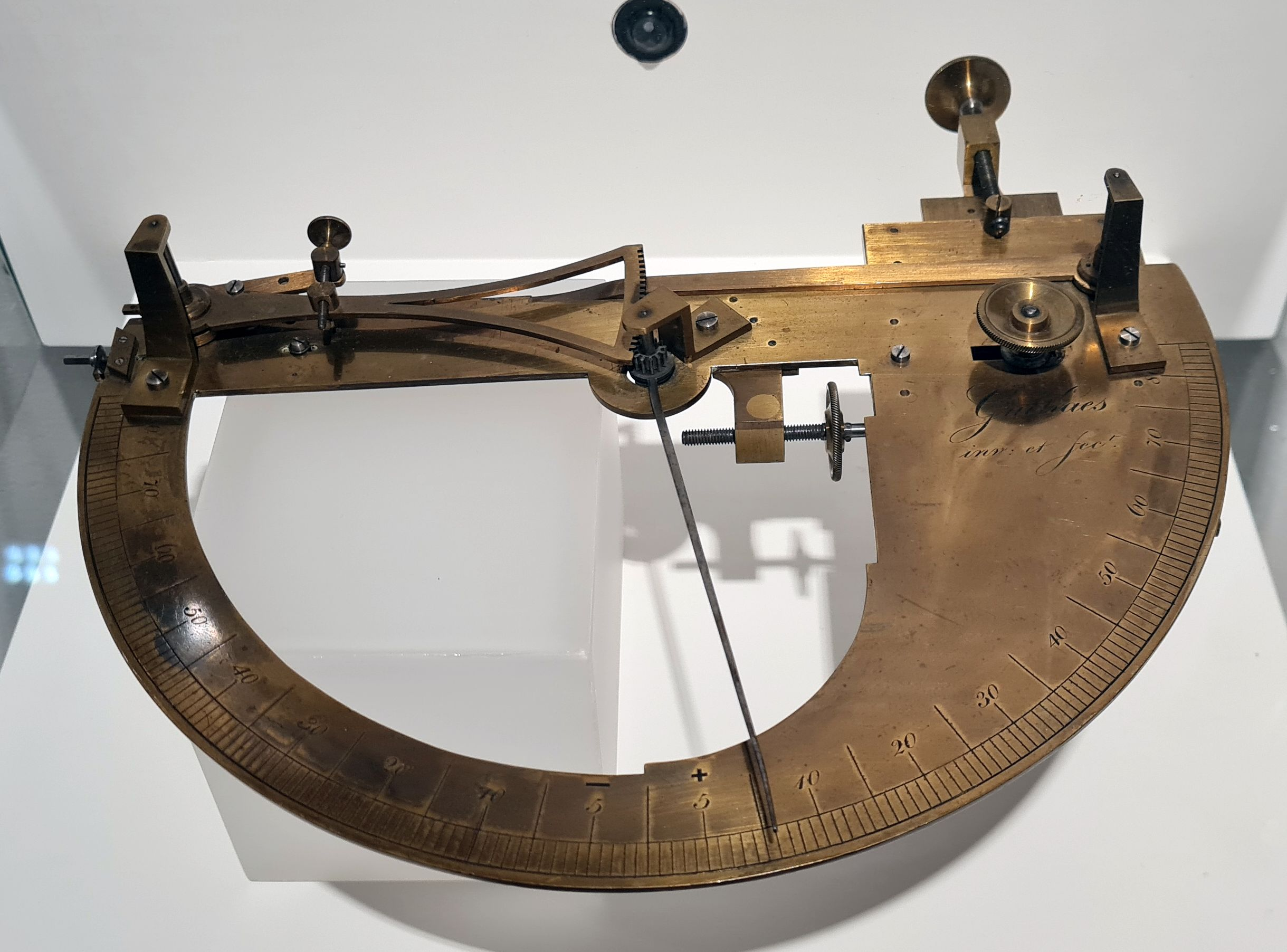
Dilatometer von 1832 (Pyrometer)

Je nachdem, auf welche Weise die Ausdehnung gemessen wird, werden verschiedene Typen unterschieden. Die gebräuchlichsten thermischen Dilatometer sind:
- Kapazitätsdilatometer besitzen einen Parallelplattenkondensator mit einer beweglichen Platte (Abstandssensor). Dabei sind Messgenauigkeiten im Pikometerbereich möglich.
- Schubstangendilatometer bestehen aus einem Ofen, der Probenaufnahme und der Einheit zur Messwerterfassung und -auswertung. In einem Rohr aus Quarzglas oder Keramik befindet sich die Probe. Sie ist fest mit einem Stab verbunden, der die Längenänderung der Probe zur Messwerterfassung überträgt. Da auch das Messsystem (Auflage, Schubstange) derselben Temperatur ausgesetzt ist wie die Probe, und sich damit ebenfalls ausdehnt, handelt es sich nicht um eine direkte Messung, sondern man erhält einen relativen Wert, der anschließend umgerechnet werden muss. Historisch wurden sie in der Physik auch als Pyrometer bezeichnet.[1]
- Laserdilatometer nutzen ein Michelson-Interferometer zur sehr genauen Längenänderungsmessung. Die Messgenauigkeit liegt im Pikometerbereich.

Thermische Dilatometer bestehen aus einer Wärmequelle, etwa einem Ofen (Temperaturen von −260 °C bis 2000 °C sind üblich), mit dem ein bestimmtes Temperaturprofil (steigende Temperatur, gleich bleibende Temperatur, wechselnde Temperatur und so weiter) eingestellt werden kann. Für einfachere Messungen in einem Temperaturbereich von 0 °C bis 100 °C werden thermische Dilatometer verwendet, bei denen Wasser erhitzt und durch oder über die Probe geleitet wird. Möchte man damit den linearen Ausdehnungskoeffizienten beispielsweise eines Metalls messen, nimmt man ein Rohr aus dem entsprechenden Material und leitet heißes Wasser hindurch. Das Rohr erwärmt sich auf die Temperatur des Wassers und man kann die relative Ausdehnung in Abhängigkeit von der Wassertemperatur einfach bestimmen.
Zur Messung der thermischen Volumenausdehnung von Flüssigkeiten nimmt man ein großes, mit Wasser gefülltes Glasgefäß. Darin befindet sich ein Ausdehnungsgefäß (Glasbehälter mit einer exakten Volumenskala) mit der Probeflüssigkeit. Erhitzt man das Wasser, dehnt sich die Probeflüssigkeit aus und das abgelesene Volumen ändert sich. Allerdings muss auch hier die Ausdehnung des Probegefäßes berücksichtigt und herausgerechnet werden.
Der Ausdehnungs- bzw. Spannkoeffizient von Gasen kann auf diese Art nicht gemessen werden, da hier auch der Druck eine Rolle spielt. Für solche Messungen eignet sich ein Gasthermometer.